# Pokennips dentipes
Genre
Espèce
Synonymes
- Cyatholipus dentipes Simon, 1894

Pokennips dentipes, unique représentant du genre Pokennips, est une espèce d'araignées aranéomorphes de la famille des Cyatholipidae.

## Distribution
Cette espèce est endémique du Cap-Occidental en Afrique du Sud.
L'origine de la série-type censée provenir de Jamaïque, est une erreur pour Griswold,..

## Description
Le mâle décrit par Griswold en 2001 mesure 2,42 mm et la femelle 2,36 mm.

## Publications originales
- Simon, 1894 : Histoire naturelle des araignées. Paris, vol. 1, p. 489-760 (texte intégral).
- Griswold, 2001 : A monograph of the living world genera and Afrotropical species of cyatholipid spiders (Araneae, Orbiculariae, Araneoidea, Cyatholipidae). Memoirs of the California Academy of Sciences, vol. 26, p. 1-251 (texte intégral).